# Roccella Valdemone
Roccella Valdemone é uma comuna italiana da região da Sicília, província de Messina, com cerca de 842 habitantes. Estende-se por uma área de 40 km², tendo uma densidade populacional de 21 hab/km². Faz fronteira com Castiglione di Sicilia (CT), Malvagna, Mojo Alcantara, Montalbano Elicona, Randazzo (CT), Santa Domenica Vittoria.

## Demografia
| Variação demográfica do município entre 1861 e 2011                               |
|                                                                                   |
| Fonte: Istituto Nazionale di Statistica (ISTAT) - Elaboração gráfica da Wikipedia |